# 吼聲

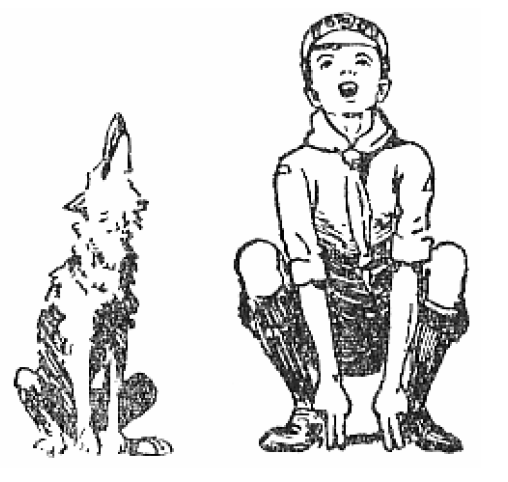
貝登堡在《幼童軍手冊》（1916年）中的繪圖，描繪幼童軍在吼聲時模擬狼的蹲姿，這個儀式源自於《叢林奇譚》。

吼聲（英語：Grand Howl）是幼童軍所採用的儀式。這個儀式由羅伯特·貝登堡設計，基礎源自於魯德亞德·吉卜林的《叢林奇譚》中毛克利的故事。在儀式中，幼童軍扮演狼群向會議石上的「老狼」阿克拉致意，並回溫幼童軍規律。貝登堡同時也建立了針對幼女童軍的吼聲，但仿效的對象則是貓頭鷹而不是狼。

## 起源
在童軍活動建立5年後，貝登堡等人針對因年齡太小（低於11歲）無法加入童軍階段的人設計一套計畫，起初這個計畫稱為「初級童軍」（Junior Scouts）。在該計畫正式啟用時，貝登堡取得他的朋友與鄰居，魯德亞德·吉卜林的同意，使用《叢林奇譚》內的主題。在名稱改為「幼童軍」（Wolf Cubs）下，8到10歲的男孩可以用較為基礎的版本，進行較為年長的童軍階段成員所享有的活動，但融入了吉卜林1898年著作當中毛克利所處的叢林背景。幼童軍成員必需演繹故事中的場景，而成人服務員則必需採用書中角色的名字，例如團長需扮演阿克拉，也就是狼群小隊的領導者。
貝登堡為了配合新的童軍活動階段，撰寫了《幼童軍手冊》，於1916年12月2日出版。在這本書的第1章，描述了《叢林奇譚》中的吼聲如何進行：「所有狼群在會議石周遭圍繞成一圈；當阿克拉，也就是老狼，狼群的領導者，在岩石上就位時，狼群會抬起頭，向他打招呼。」接著貝登堡繼續說明：「當你們的老狼，阿克拉──也就是你們的幼童軍團長或其他服務員──來到你們的集會當中，你們要向小狼一樣，以蹲姿圍成一圈，並向他實行幼童軍的吼聲。」

## 原始的幼童軍吼聲

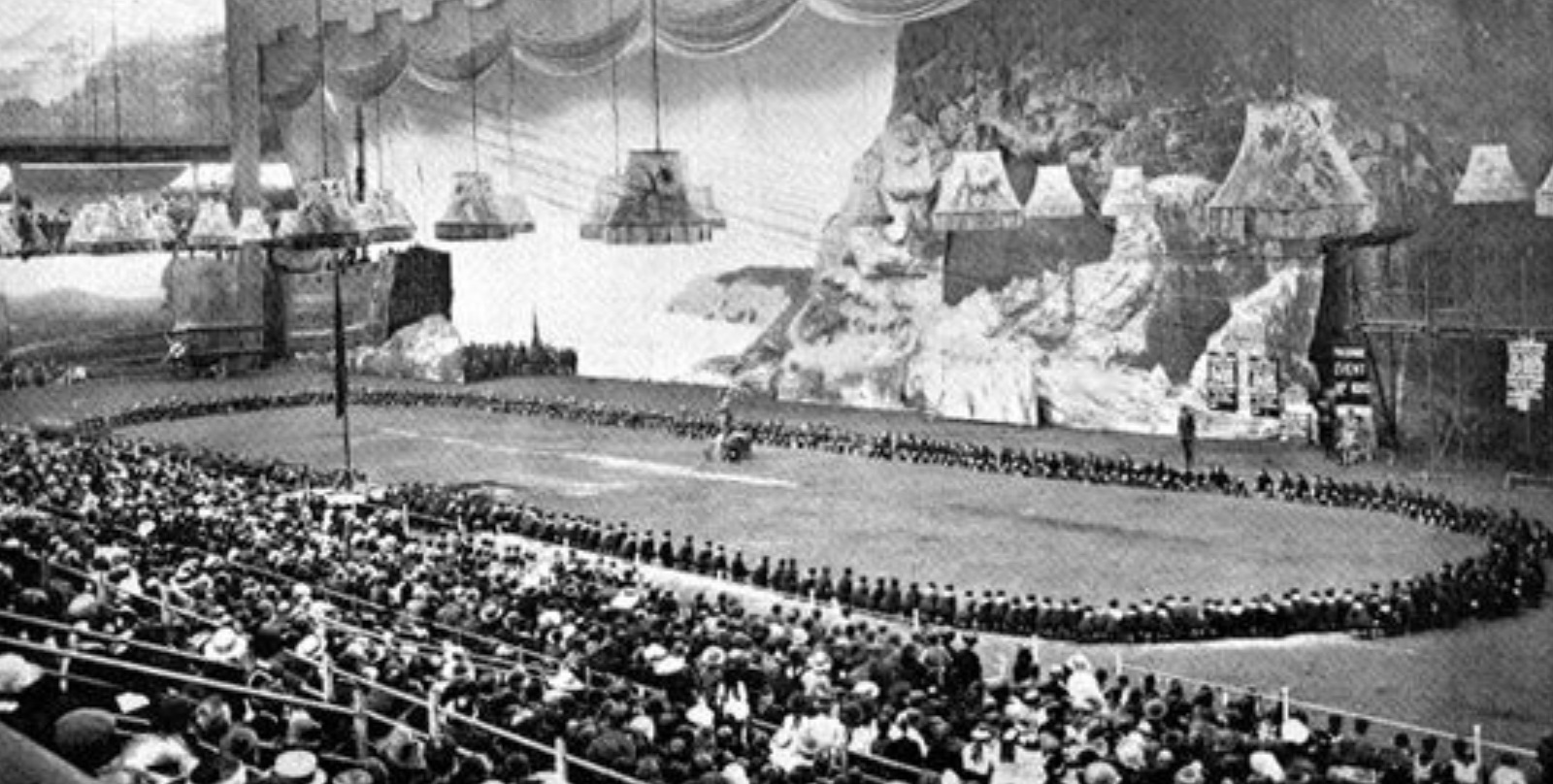
第1次世界童軍大露營中，500名幼童軍成員在倫敦奧林匹亞展覽中心表演吼聲。

吼聲的原始介紹，描述於貝登堡的《幼童軍手冊》：
服務員：「Pack - Pack - Pack!」這是在呼喚幼童軍進入集會圈。
所有幼童軍成員要發聲回應，並跑到集會圈中他們所在的位置。
幼童軍：「Pack!」
當服務員進入集會圈內時，幼童軍需雙膝蹲下，並將他們的「前爪」（手）放到雙腳與雙膝之間相面對的地上。
幼童軍：「Ah-kay-la! We-e-e-e-ll do-o-o-o o-o-o-u-u-r BEST!（阿克拉！我們將竭盡所能！）」在「BEST」這個字喊出來時，幼童軍一躍而起，並將手以兩指放在他們頭的兩側，以代表狼的耳朵。
最年長的小隊長：「Dyb - dyb - dyb -dyb」，其中的「dyb」意思是「盡你們所能」（Do Your Best），這是幼童軍諾言的第一個部分，也是原始的幼童軍銘言。
在第4個「dyb」時，幼童軍將左手放下，並將右手手指轉成幼童軍的敬禮。
幼童軍：「We-e-e-e-ll dob-dob-dob-dob」，意思是「我們將竭盡所能（We'll do our best）。」